# Estany de l'Estanyó
Estany de l'Estanyó är en sjö i Andorra. Den ligger i parroquian Ordino, i den centrala delen av landet. Estany de l'Estanyó ligger 2 350 meter över havet.
I trakten runt Estany de l'Estanyó förekommer i huvudsak kala bergstoppar och gräsmarker.